# Ярков, Владимир Валентинович
Владимир Валентинович Ярков (род. 6 января 1953, Костромская область) — советский и российский шахматист, гроссмейстер России по заочным шахматам (1995; первый спортсмен, удостоенный звания), старший международный мастер ИКЧФ (1999).

## Биография
Окончил педучилище. После службы в армии работал инструктором-методистом по производственной гимнастике на одном из предприятий Костромской области. Позже окончил шахматное отделение Московского института физкультуры. Постоянно проживает в Дмитрове. Работает шахматным тренером.
Добился значительных достижений в игре по переписке.
Победитель 18-го чемпионата СССР (1988—1991 гг.; разделил 1—2 места с Ю. В. Зелинским и обошел его по дополнительным показателям). Серебряный призёр 19-го чемпионата СССР (1991—1993 гг.; разделил 2—3 места с А. Г. Уфимцевым, отстав на пол-очка от победителя турнира Ю. В. Зелинского, при этом победил в личных встречах обоих конкурентов). Серебряный призёр первой лиги 17-го чемпионата СССР (1986—1988 гг.; разделил 2—4 места).
В составе сборной СССР серебряный призёр 3-го командного чемпионата Европы (1988—1994 гг.), в составе сборной России участник 4-го командного чемпионата Европы (1994—1998 гг.; выступал на 1-й доске).
Участник ¾ финала 17-го и полуфинала 19-го чемпионатов мира.

## Основные спортивные результаты
| Год       | Соревнование                                               | + | − | =  | Результат | Место         |
| --------- | ---------------------------------------------------------- | - | - | -- | --------- | ------------- |
| 1986—1988 | Первая лига 17-го чемпионата СССР                          |   |   |    | 11½ из 16 | 2—4           |
| 1988—1991 | 18-й чемпионат СССР                                        | 8 | 0 | 7  | 11½ из 15 | 1—2           |
| 1988—1994 | 3-й командный чемпионат Европы (сборная СССР, 4-я доска)   | 3 | 2 | 4  | 5 из 9    | Команда — 2-я |
| 1991—1993 | 19-й чемпионат СССР                                        | 7 | 0 | 6  | 10 из 13  | 2—3           |
| 1991—1997 | Полуфинал 19-го чемпионата мира (группа 2)                 | 5 | 1 | 8  | 9 из 14   | 4             |
| 1994—1998 | 4-й командный чемпионат Европы (сборная России, 1-я доска) | 1 | 1 | 9  | 5½ из 11  |               |
| 1995—2001 | ¾ финала 17-го чемпионата мира (группа 1)                  | 4 | 1 | 11 | 9½ из 16  | 5—7           |